# IHP GmbH - Innovations for High Performance Microelectronics/Leibniz-Institut für innovative Mikroelektronik

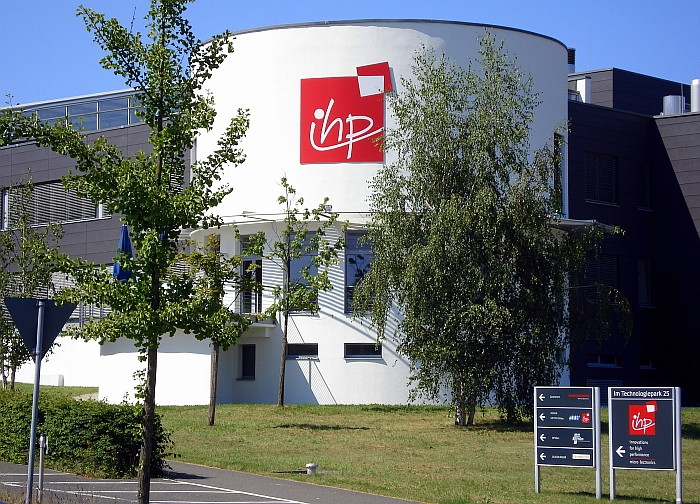
IHP-Gebäude 2009

Die IHP GmbH – Leibniz Institute for High Performance Microelectronics/Leibniz-Institut für innovative Mikroelektronik (kurz auch Institut für innovative Mikroelektronik, Innovations for High Performance oder IHP) ist ein Institut der Leibniz-Gemeinschaft und betreibt Forschung und Entwicklung zu siliciumbasierten Systemen, Höchstfrequenz-Schaltungen und -Technologien einschließlich neuer Materialien. Es erarbeitet innovative Lösungen für Anwendungsbereiche wie die drahtlose und Breitbandkommunikation, Sicherheit, Medizintechnik, Industrie 4.0, Mobilität und Raumfahrt. Das IHP beschäftigt ca. 390 Mitarbeitende. Es verfügt über eine Pilotlinie für technologische Entwicklungen und die Präparation von Hochgeschwindigkeitsschaltkreisen mit 0,13/0,25 µm-BiCMOS-Technologien, die sich in einem 1500 m² großen Reinraum der Klasse 3 befindet.

## Geschichte

### Vorgeschichte
Die Anfänge des IHP reichen zurück in das Jahr 1958, als in Berlin-Rahnsdorf der VEB Physikalische Werkstätten gegründet und 1962 eine Außenstelle in Falkenhagen in Betrieb genommen wurde. Im Jahr 1963 gingen die Physikalischen Werkstätten als III. Physikalisch-Technisches Institut in die Deutsche Akademie der Wissenschaften ein. Im Zuge der Akademiereform wurde das Institut 1969 in Institut für Physik der Werkstoffbearbeitung (IPW) der Akademie der Wissenschaften der DDR inhaltlich neu profiliert und umbenannt. Ab 1972 begannen in der Außenstelle Falkenhagen Grundlagenuntersuchungen zum abrasiven Bearbeitungsprozess von Siliziumwafern für Siliziumbauelemente und ab 1975 Forschungen zur Optimierung von Teilschritten des technologischen Bauelementeprozesses, des Zyklus I der Silizium-Bauelemente-Technologie. Im Jahr 1979 wurde in der Außenstelle Falkenhagen ein Neubau des Institutes mit Technikum in Frankfurt (Oder) geplant und mit der schrittweisen Ansiedlung von Wissenschaftlern in Frankfurt begonnen. Die Grundsteinlegung erfolgte am 29. April 1981.

### Gründung des IHP
Das Institut für Halbleiterphysik (IHP) konstituierte sich am 22. Dezember 1983 als Institut der Akademie der Wissenschaften der DDR. Das neue Institut hatte die Aufgabe, wissenschaftliche Grundlagen für die Konstruktion mikroelektronischer Bauelemente zu erarbeiten. Im Vordergrund stand dabei die weitere Verringerung der Abmessungen elektronischer Strukturen. Mit dem politischen und wirtschaftlichen Umbruch von 1989 erfolgte eine Neupositionierung des IHP in der gesamtdeutschen Forschungslandschaft.

### Neugründung und Neuausrichtung des IHP
Das IHP mit seiner langjährigen Erfahrung in der siliziumbasierten Mikroelektronik wurde am 1. Januar 1992 als Einrichtung der Blauen Liste in Form einer GmbH neu gegründet. Ab 1999 firmierte das IHP als Institut für innovative Mikroelektronik unter Beibehaltung der bereits etablierten Abkürzung IHP, die exakt für Innovations for High Performance microelectronics steht.
Ab 1996 verlagerte sich der Forschungsschwerpunkt auf die drahtlose und die Breitbandkommunikation. Im Jahr 1999 erfolgte der Umzug des IHP in den Technologiepark Ostbrandenburg und die Inbetriebnahme des 1000 Quadratmeter großen Reinraums der Klasse 1 mit 0,25-µm-BiCMOS-Technologie. Schritt für Schritt wurden die Forschungsgebiete um die Segmente Automobilindustrie, Medizintechnik, Automatisierungstechnik sowie Luft- und Raumfahrt erweitert. Seit 2008 kommt die 0,13-µm-BiCMOS-Technologie mit einer Grenzfrequenz von 300 GHz zum Einsatz.
Mit Beschluss der Gesellschafterversammlung vom 15. Dezember 2008 wurde das Wort „Leibniz“ in die Bezeichnung aufgenommen, das IHP trägt jetzt offiziell den Namenszusatz Leibniz-Institut für innovative Mikroelektronik.

### IHP Solutions GmbH
Die IHP Solutions GmbH wurde im August 2015 in Frankfurt (Oder) als eine 100%ige Tochtergesellschaft des renommierten Forschungsinstitutes IHP – Leibniz-Institut für innovative Mikroelektronik – gegründet. Kernaufgabe ist der Technologietransfer von Forschungsergebnissen – in Form von Industrieprojekten, kommerziellen Anwendungen und Ausgründungen. Die IHP Solutions agiert als kommerzielle, marktorientierte Schnittstelle für Industriekunden des IHPs mit seiner weltweit führenden SiGe BiCMOS Technologie mit den dazugehörigen Fertigungskapazitäten für kundenspezifische ASICs.
Das Leistungsportfolio der IHP Solutions umfasst alle transferorientierten Dienstleistungen und reicht von der Lizenzierung von IP, Entwicklung und Herstellung von anwendungsspezifischen Demosystemen für spezifische Anwendungsszenarien bis hin zur Produktion und Lieferung von kundenspezifischen ASICs. Auch die Weiterverarbeitung der ASICs für den direkten Einsatz in Produkten gehört zum Dienstleistungsportfolio der IHP Solutions.
Darüber hinaus gehören Patentmanagement-Services für das IHP sowie die Unterstützung von gründungsinteressierten Forscherinnen und Forschern bei der Entwicklung eines Geschäftsmodells und beim Finden von Investoren zu den Aufgaben der IHP Solutions.

## Forschung und Service
Die eng verzahnten und nach dem vertikalen Prinzip aufeinander abgestimmten fünf Forschungsabteilungen des IHP repräsentieren die wesentlichen wissenschaftlichen Kompetenzen des Institutes, die auch für die Realisierung der strategischen Forschungsziele erforderlich sind. Die Forschungsprogramme sind schwerpunktmäßig jeweils einer Abteilung zugeordnet:
- Cyber-Physical System Engineering → Forschungsprogramm Vertrauenswürdige Systems of Systems: Intelligent IoT Systems; Security & Resilience Engineering; Proactive Systems

- System Architectures → Forschungsprogramm Communication- and embedded System Architectures: Wireless Broadband Communication; Fault Tolerant Computing; Hardware Security; Design and Test Methodology; Neuromorphic Hardware

- Circuit Design → Forschungsprogramm Radio Frequency (RF) Circuits: Millimeter-Wave & THz Sensor Circuits; High Data-Rate Communication Circuits; Converters & High-Speed Logic Circuits; Energy-Efficient Wireless & Analog Circuits

- Technology → Forschungsprogramm Technologies for Smart Systems: Pilot Line; Heterointegration of Devices & Technologies; Cleanroom & Technology Service; Diagnostic, Sensory & Emerging Modules; Process & Device Research; Process Integration; Si-Photonics; Basic Technical Service; Research & Prototyping Service

- Materials Research → Forschungsprogramm Materials for Micro- and Nanoelectronics: 2D Materials; Semiconductor Quantum Materials; Adaptive Materials

Die Reinrauminfrastruktur hat erhebliche Bedeutung für das IHP und Dritte. Das wichtigste Angebot ist die Fertigung kundenspezifischer Schaltungen mit IHP-Technologien als Multi-Projekt-Wafer-Service (kurz MPW-Service) bis hin zu Kleinserien. Der Funktionaltest und Hochfrequenzmessungen als Service für Dritte sind wichtig zur Ermittlung der erreichten Funktionalität und Hochfrequenzparameter. Darüber hinaus bietet das Institut auch Leistungen in Messtechnik (z. B. Hochfrequenzmessungen und Funktionaltests) und Analytik (z. B. Sekundärionen-Massenspektroskopie und Focused Ion Beam) sowie einzelne Teilschritte der Prozessierung von Siliziumwafern erfolgreich als Services an. Die Nutzer der Services können sich durch die verfügbaren leistungsstarken Technologien von ihren Wettbewerbern deutlich differenzieren.

## Personal und Finanzierung
Das IHP beschäftigt ca. 390 Mitarbeiter aus 20 Nationen, von denen etwa 170 Wissenschaftler sind (Stand Anfang 2024). Finanziert wird das Institut durch eine Grundförderung von 33 Mio. € vom Bund und vom Land Brandenburg. Neben dieser Förderung wirbt das IHP umfangreiche Drittmittel (18,2 Mio. € im Jahr 2023) durch Forschungsprojekte mit der Industrie und gefördert durch die EU, dem Bund, dem Land Brandenburg und der DFG sowie durch forschungsbasierten Service ein.
Das Institut ist ein anerkannter Ausbildungsbetrieb. Es wurde dafür 2010 erstmals als familienfreundliches Unternehmen ausgezeichnet und erhielt das Prädikat Total E-Quality. Da es den Preis im Jahr 2022 bereits zum fünften Mal erhielt, wurde es zusätzlich mit dem Nachhaltigkeitspreis für Chancengleichheit und Vielfalt ausgezeichnet.
Im Juli 2017 erhielt das IHP aus dem Bundesprogramm Forschungsfabrik Mikroelektronik Deutschland eine umfangreiche Fördersumme von 34,2 Mio. € und liegt damit gleichauf mit dem ebenfalls geförderten Ferdinand-Braun-Institut aus Berlin. Weitere zwölf außeruniversitäre Forschungseinrichtungen sind an diesem Programm beteiligt. Mit insgesamt 400 Mio € will der Bund „exzellente Forschung zur Mikroelektronik in Deutschland vorantreiben“. Mit dem Geld sollen vor allem Forschungskapazitäten vernetzt, gebündelt und erweitert sowie mit den modernsten Geräten ausgestattet werden, um den Mikroelektronik-Standort Deutschlands international zu stärken. Die Exzellenz-Förderung wurde von der Bundesministerin Johanna Wanka und der Brandenburgischen Forschungssekretärin Ulrike Gutheil bekannt gegeben.

## Kooperationen
Das IHP unterhält umfangreiche Kooperationsbeziehungen zu nationalen und internationalen Hochschulen, Forschungseinrichtungen und Firmen. Industrielle Kooperationspartner sind vorrangig auf den Gebieten Kommunikation, Halbleitertechnik und Gesundheit tätig. Die Kooperation erfolgt meist im Rahmen gemeinsamer nationaler und europäischer Forschungsprojekte sowie bei der Nutzung der Services des IHP.
Das IHP ist seit 2008 Mitglied der Leibniz-Gemeinschaft und kooperiert aktiv in dessen Netzwerken wie dem Transferverbund Mikroelektronik und dem Netzwerk Nano.
Auf eine intensive Kooperation mit regionalen Firmen, Bildungs- und Forschungseinrichtungen legt das IHP besonderen Wert. Als eine besonders enge Form der Kooperation arbeitet das IHP mit Universitäten und Hochschulen im Rahmen gemeinsamer Labore zusammen, in denen an für beide Partner wichtigen Themen geforscht wird. Damit sind meist auch gemeinsame Berufungen, eine Lehrtätigkeit von IHP-Mitarbeitern an Hochschulen sowie gemeinsame Forschungsprojekte verbunden.
Gemeinsame Labore:
- Joint Lab IHP / BTU Cottbus (seit 2000): Im Joint Lab „Dependable Sensor Networks“ („Zuverlässige Sensor-Netze“) wird zu sicheren Netzen und hochzuverlässigen IT-Strukturen geforscht, die Voraussetzung für Industrie 4.0 und dem Internet der Dinge sind.[5]
- Joint Lab IHP / TH Wildau (seit 2006): Die Forschungsschwerpunkte sind die Entwicklung neuartiger siliziumbasierter Bauelementekonzepte und Technologien für die Hochgeschwindigkeits-Elektronik und Photonik.[6]
- Joint Lab IHP / TU Berlin (Silicon Photonics, seit 2010): Forschungsgegenstand ist die Verbindung von Siliziumelektronik und Optoelektronik zur Siliziumphotonik[7]
- Joint Lab IHP / TU Berlin (Bioelektronik, seit 2012): In diesem gemeinsamen Labor werden Potentiale von IHP und TU Berlin zusammengeführt, um Innovationen auf dem Gebiet der Bioelektronik zu erarbeiten.[8]
- Joint Lab IHP / HU Berlin (seit 2012): Dieses Joint Lab konzentriert sich auf die Erforschung und Entwicklung von hochleistungsfähigen drahtlosen Kommunikationssystemen, fortgeschrittenen Signalverarbeitungsalgorithmen und -architekturen sowie auf den Modell-basierten Systementwurf.
- Joint Lab IHP / Sabancı Universität Istanbul  (seit 2014): Im Fokus des Joint Lab steht die Erforschung von integrierten Schaltungen, Bauelementen, MEMS (Mikroelektromechanischen Systemen), NEMS (Nanoelektromechanischen Systemen) und Mikro-Nano-Elektronik.[9]
- Joint Lab IHP / Roma Tre (seit 2024): Das Joint Lab konzentriert sich auf gemeinsame Forschungs- und Bildungsaktivitäten im Bereich der Halbleitermaterialien für opto-elektronische Anwendungen.[10]

## Ausgründungen
Ausgründungen aus Forschungseinrichtungen sind Teil einer von Bund und Ländern gewollten Strategie zur Verwertung von marktfähigen Forschungsergebnissen, welche aus öffentlichen Mitteln gefördert wurden. Deshalb arbeitet das IHP intensiv an der Realisierung weiterer Ausgründungen.
Bisher (Stand Ende 2016) wurden aus dem IHP folgende Firmen ausgegründet:
- Lesswire AG (gegründet 1999): Lesswire bietet Produkte und Lösungen zur drahtlosen Übertragung von Daten und die Nutzung von Informationen auf mobilen Endgeräten in „Wireless Worlds“ an. Seit 2006 gehört die Lesswire AG zur Prettl Gruppe.[11]
- Silicon Radar GmbH (gegründet 2006): Silicon Radar entwickelt und vertreibt hochintegrierte Millimeterwellen-Schaltungen auf technologisch höchstem Niveau, gefertigt in kostengünstiger Silizium-Germanium-Technologie.[12] 2023 wurde Silicon Radar von indie Semiconductor übernommen.[13]